# Pareusirogenes carinatus
Pareusirogenes carinatus är en kräftdjursart. Pareusirogenes carinatus ingår i släktet Pareusirogenes, och familjen Eusiridae. Inga underarter finns listade.